# Hilophyllus penai
Hilophyllus penai es una especie de coleóptero de la familia Lucanidae.

## Distribución geográfica
Habita en Chile.